# Reginald Rudall
Reginald John Rudall (* 27. September 1885 in Gawler, South Australia; † 1. Januar 1955 in North Adelaide, Adelaide, South Australia) war ein australischer Politiker der Liberal and Country League (LCL), der unter anderem von 1933 bis 1944 Mitglied des South Australian House of Assembly sowie 1938 kurzzeitig Vorsitzender der Ausschüsse und dadurch stellvertretender Sprecher des House of Assembly war. Er bekleidete von 1938 bis zu seinem Tode 1955 zahlreiche Ministerämter in der Regierung von Premierminister Thomas Playford IV und gehörte zudem zwischen 1944 und seinem Tode dem South Australian Legislative Council als Mitglied an.

## Leben

### Studium, Solicitor und Erster Weltkrieg
Reginald John Rudall war der Sohn des Solicitor Samuel Bruce Rudall (1859–1945), der zwischen 1906 und 1915 ebenfalls Mitglied des South Australian House of Assembly war, und dessen Ehefrau Margaret McNeil Rudall. Seine Schulbildung absolvierte er an der Miss Burton’s Private School in Gawler, der Queen’s School in North Adelaide und dem 1847 gegründeten St. Peter’s College und begann daraufhin ein Studium der Rechtswissenschaften an der University of Adelaide, welches er 1906 mit einem Bachelor of Laws (LL.B.) beendete. Nach Abschluss der anwaltlichen praktischen Ausbildung in der Anwaltskanzlei seines Vaters Rudall & Rudall und der Kanzlei G. & J. Downer erhielt er 1907 seine Zulassung als Rechtsanwalt. 1908 erhielt er ein Rhodes-Stipendium und absolvierte er ein postgraduales Studium am Christ Church der University of Oxford und schloss dieses 1911 mit einem Bachelor of Letters (B.Litt.) ab. Nach seiner Rückkehr war er in der Kanzlei seines Vaters ebenfalls als Solicitor tätig.
Während des Ersten Weltkrieges trat Rudall am 11. August 1915 als Gefreiter (Private) in die Australian Imperial Force (AIF) ein und wurde am 16. Dezember 1915 zum Leutnant (Second Lieutenant) befördert, ehe er am 11. April 1916 als Angehöriger des 50. Infanteriebataillons auf dem Truppentransporter HMAT Aeneas nach Europa verschifft wurde. Am 1. Januar 1917 wurde er zum Hauptquartier der 13. Infanteriebrigade versetzt und dort am 19. Februar 1917 zum Oberleutnant (Lieutenant) befördert. Kurz vor Kriegsende wurde er am 30. September 1918 in die Ausbildungsabteilung des AIF-Hauptquartiers versetzt und erhielt dort am 1. Januar 1919 seine Beförderung zum Hauptmann (Captain), ehe er nach seiner Rückkehr am 29. Juli 1919 aus dem aktiven Militärdienst schied. Im Anschluss nahm er seine Tätigkeit als Solicitor in der väterlichen Kanzlei Rudall & Rudall wieder auf und lehrte zudem zwischen 1920 und 1925 als Lektor australisches Verfassungsrecht an der University of Adelaide.

### Mitglied desSouth Australian House of Assembly, Minister und Mitglied desSouth Australian Legislative Council

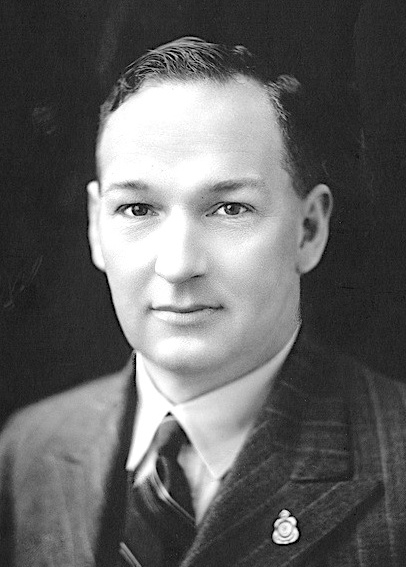
Premierminister Thomas Playford IV, in dessen Regierung Rudall zwischen 1938 und 1955 zahlreiche Ministerämter bekleidete.

Nach dem Tode des bisherigen parteilosen Wahlkreisinhabers Herbert Basedow am 4. Juni 1933 wurde Rudall für die Liberal and Country League bei der dadurch notwendigen Nachwahl (By-election) im damaligen Drei-Personen-Wahlkreis Barossa am 8. Juli 1933 erstmals zum Mitglied des South Australian House of Assembly gewählt, des Unterhauses des Parlaments von South Australia, und vertrat diesen Wahlkreis bis zur Auflösung des Wahlkreises am 18. März 1938. Bei der Wahl am 19. März 1938 wurde er für die LCL im neu geschaffenen Wahlkreis Angas wiederum zum Mitglied der Legislativversammlung gewählt und vertrat diesen bis zum 29. April 1944, woraufhin sein Parteifreund Berthold Teusner diesen Wahlkreis bei der Wahl am 29. April 1944 gewann.
Nach der Wahl am 19. März 1938 wurde er am 19. Mai 1938 als Nachfolger von Henry Crosby als Deputy Speaker and Chairman of Committees zum stellvertretenden Sprecher und Vorsitzenden der Ausschüsse der Legislativversammlung gewählt und bekleidete diese Funktionen bis zum 5. November 1938, woraufhin sein Parteifreund Henry Dunks diese Funktionen am 8. November 1938 übernahm. Während seiner Parlamentszugehörigkeit war er zudem zwischen dem 7. September und dem 8. November 1938 außerdem Vorsitzender des Gemeinsamen Ausschusses für nachgeordnete Gesetzgebung (Joint Committee on Subordinate Legislation).
Am 5. November 1938 wurde Reginald Rudall in die Regierung von Premier Thomas Playford IV berufen und fungierte zunächst bis zum 17. April 1946 als Minister für Ländereien der Krone (Commissioner of Crown Lands), als Minister für Bewässerung (Minister of Irrigation) sowie als Minister für Rückführungen (Minister of Repatriation). Nach seinem Verzicht auf eine erneute Kandidatur für die Legislativversammlung, wurde er für die LCL im Wahlkreis Midland District am 29. April 1944 zum Mitglied des South Australian Legislative Council gewählt, des Oberhauses des Parlaments. Dabei übernahm er das Mandat seines Parteifreundes und bisherigen Präsidenten des Legislativrates, David Gordon. Er gehörte dem Legislative Council bis zu seinem Tode am 1. Januar 1955 an, woraufhin sein Parteifreund Ross Story diesen Sitz am 26. Februar 1955 übernahm.
Im Zuge einer Umbildung der Regierung Playford wurde Rudall am 17. April 1946 Generalstaatsanwalt (Attorney-General) und übte dieses Amt bis zu seinem Tode am 1. Januar 1955 aus. Daneben fungiert er zwischen dem 17. April 1946 und dem 15. Dezember 1953 auch als Bildungsminister (Minister of Education). Nach einer weiteren Regierungsumbildung bekleidete er schließlich vom 15. Dezember 1953 bis zu seinem Tode am 1. Januar 1955 außerdem die Posten als Industrieminister (Minister of Industry) und als Minister für Beschäftigung (Minister of Employment).
Aus seiner am 20. Januar 1914 geschlossenen Ehe mit Kathleen Clara Sutherland gingen die beiden Söhne John „Jake“ Glasgow Rudall (1920–1942) und Peter Sutherland Rudall (1922–1941) hervor, die beide als Soldaten während des Zweiten Weltkrieges fielen.

## Hintergrundliteratur
- Parliament of South Australia: Statistical Record of the Legislature 1836–2007 (Memento vom 11. März 2019 im Internet Archive)